# Si bursae parcas, fuge papas et patriarchas
Si bursae parcas, fuge papas et patriarchas è una locuzione latina che, tradotta letteralmente, significa: Se ci tieni alla borsa, fuggi papi e patriarchi. Più genericamente, invita coloro che non vogliono spendere e spandere a star lontani da quelli che, pur essendo o parendo ricchi, hanno di mira i beni degli altri.